# Copenhagen Calling
Copenhagen Calling er en dansk dokumentarfilm fra 1947, der er instrueret af Karl Roos efter manuskript af Mogens Skot-Hansen.

## Handling
Efter en aftale mellem den amerikanske militære ledelse og den danske regering kom tusindvis af amerikanske soldater fra Tyskland på orlov i København. Filmen viser kontrasten mellem en amerikansk soldats hverdag i det ødelagte Tyskland og orlovsvisit i det gæstfrie København.